# Bohuslav X. Pomořanský
Bohuslav X. Veliký (polsky Bogusław/Bogisław X Wielki, 28. nebo 29. května 1454, Słupsk nebo Darłowo – 5. října 1523, Štětín) byl pomořanský vévoda z dynastie Greifenů/Griffitů. Přezdívku „Veliký“ dostal Bohuslav X. kvůli své moudré a vyzrálé politice a sjednocení pomořanských vévodství v roce 1478.

## Život
Narodil se jako syn Erika II., vévody velhošťského, słupského a štětínského a jeho manželky Žofie Pomořanské.
Ze všech pomořanských vévodů se dodnes těší největšímu uznání. Posílil knížecí moc zřízením soudu, ústřední správy a úřadu maršála. Reformoval soud a správu vévodství.
Dal také do pořádku státní finance, oživil obchod a vymýtil loupežnou činnost z obchodních cest. Ze Štětína udělal hlavní město vévodství a sídlo státních institucí, soustředil ústřední úřady při knížecím dvoře a zřídil knížecí mincovnu. Byl iniciátorem rekonstrukce všech knížecích hradů v Pomořanském vévodství. Provedl reformu státní pokladny a správy v Západním Pomořansku. V roce 1478 sjednotil pomořanská vévodství.

### Projekt personální unie s Korunou

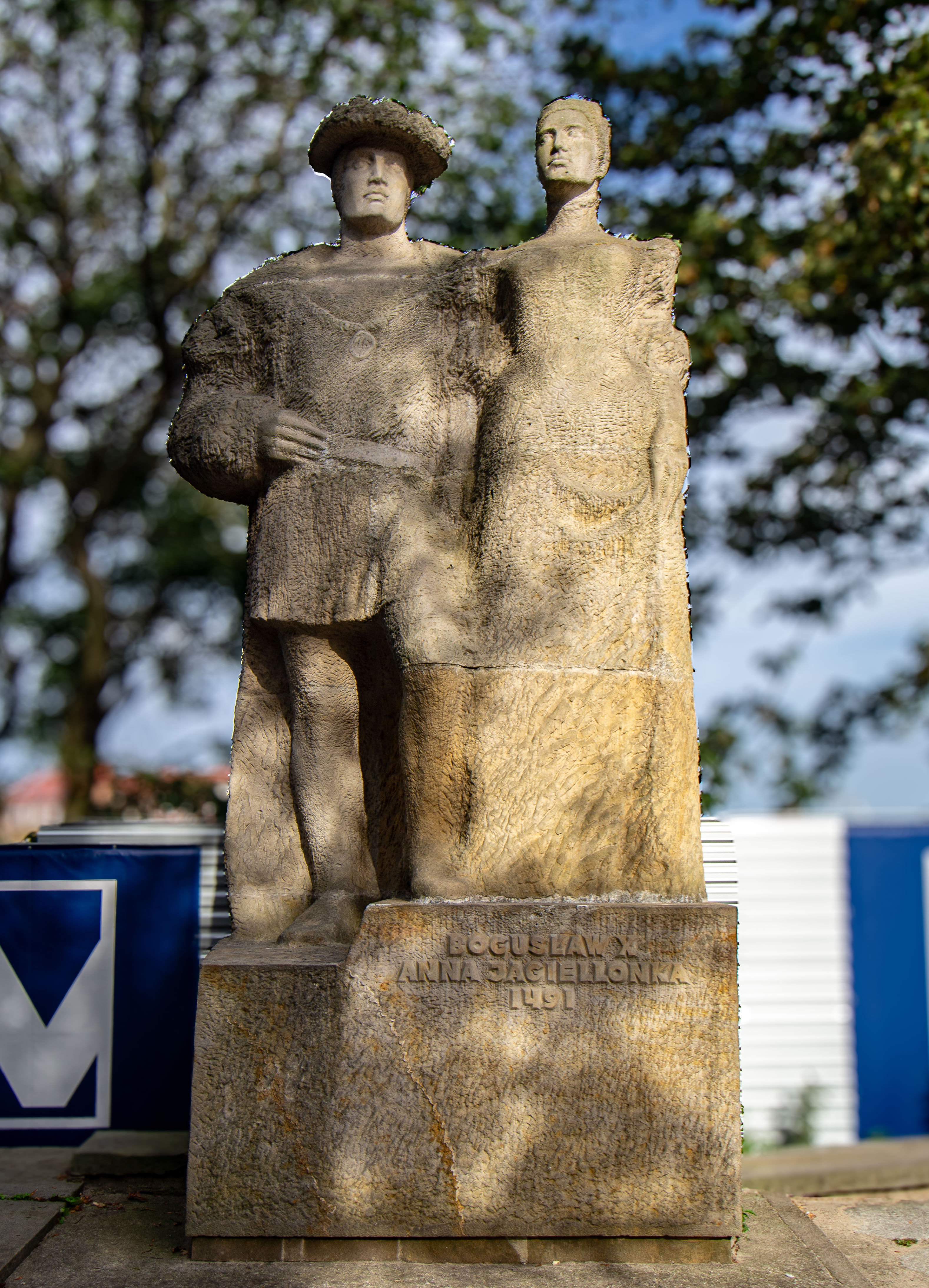
Socha Bohuslava X. s manželkou Annou u štětínského zámku

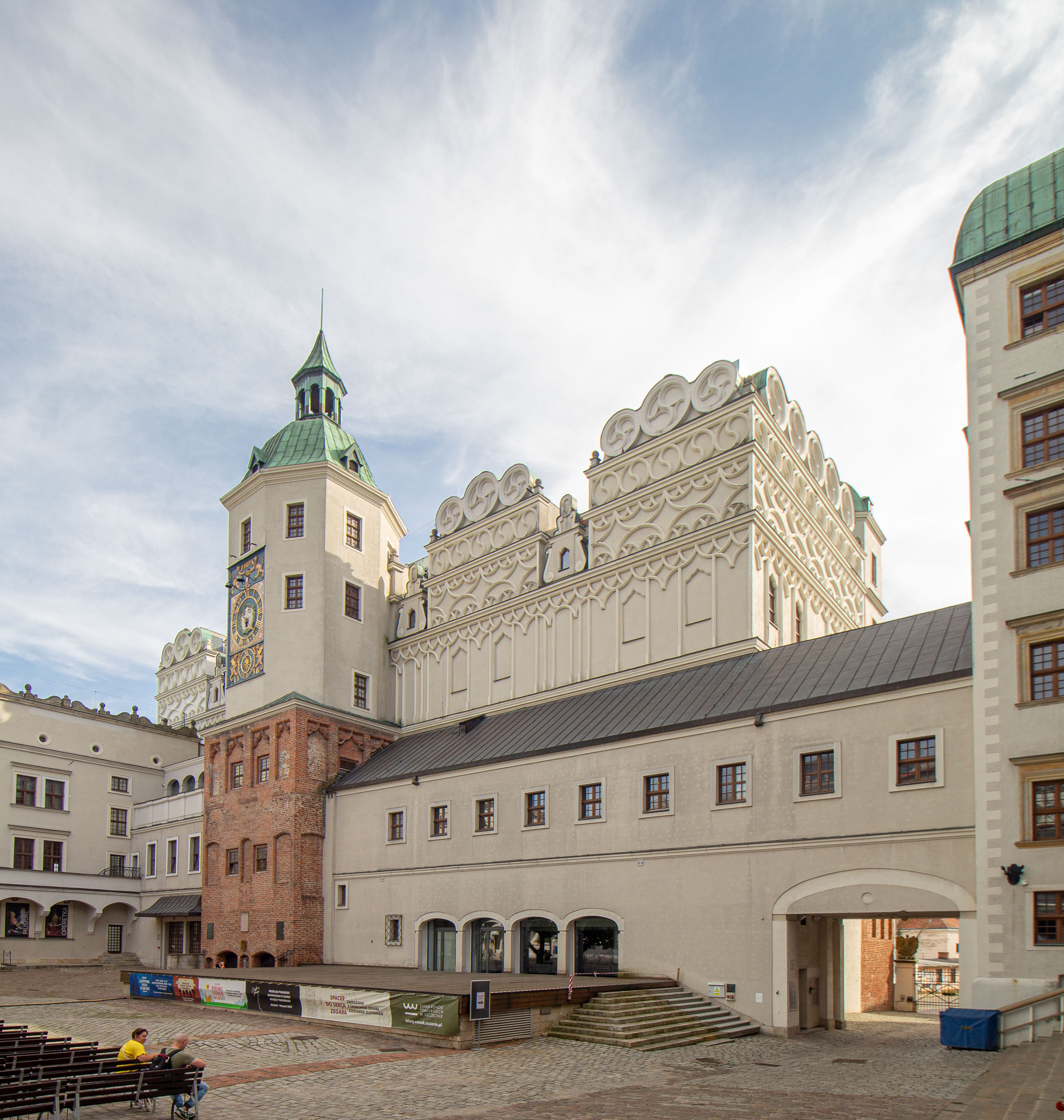
Štětínský zámek

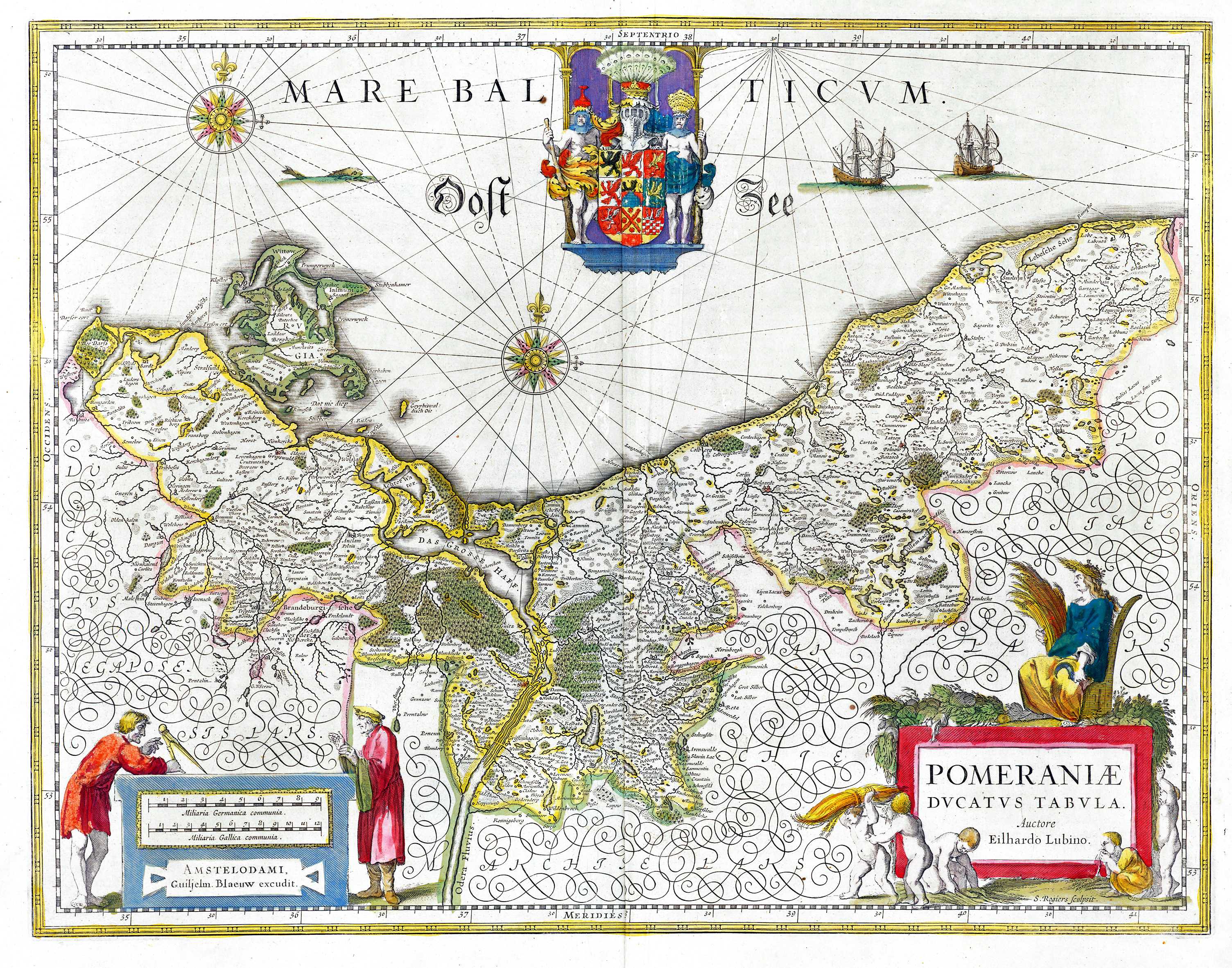
Mapa Pomořanského vévodství z roku 1635

Kvůli neustálé vojenské hrozbě ze strany Braniborska se Bohuslav X. rozhodl propojit Pomořanské vévodství v personální unii s Korunou polského království. První pokusy podnikl za vlády Kazimíra IV. Jagellonského, které v únoru 1491 vyústily v jeho druhý sňatek s dcerou polského krále Annou Jagellonskou. Podle Bohuslava měla tato unie být zárukou dynastické kontinuity, ale především definitivního sblížení s polskými vládci.
Sňatek Jagellonky s Bohuslavem přispěl k tomu, že se Braniborsko v roce 1493 vzdalo nadvlády nad Pomořanskem (Pyrzycká smlouva).
Další projekty předložili synové Kazimíra IV. Jagellonského a velký kancléř koruny Jan Laský, kteří navrhli, aby Bohuslav vzdal hold polskému králi se zárukou zachování pomořanských zemí jako dědičného léna spolu s novými územními akvizicemi a připojením Wałcze a Drahimi, které měly být odděleny od Velkopolska. Otázka území Lęborku a Bytówa se později vrátila, když v roce 1496 polský král Jan Olbracht požadoval vrácení území. Pomořanský vévoda to však neudělal, využil tzv. politika úhybných manévrů, podobně jako v roce 1485, kdy stavové královského Pruska požadovali vrácení téhož území.
Bohuslav vyhnal Židy ze svého státu, kteří se do té doby těšili svobodě výměnou za placení zvláštní daně.

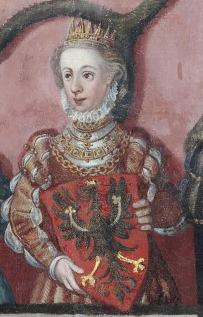
Anna Jagellonská

16. prosince 1496 se Bohuslav vydal na pouť do Svaté země. Péči o pomořanský stát svěřil po tuto dobu své ženě Anně Jagellonské, kterou ve státních záležitostech podporoval kamenský biskup český šlechtic Benedikt z Valdštejna a kancléř Jerzy Kleist. Nepřímou ochranu poskytovali také polský král Jan Olbracht a dánský král Kristián I. Výprava Bohuslava X. trvala do 12. dubna 1498.
Anna, které bylo pouhých 21 let, zůstala se svými třemi dětmi na Štětínském hradě. Kromě svých státních povinností se zřejmě věnovala pomoci a podpoře poddaných, podporovala kněžstvo a chudé.
Boguslav X. Veliký zemřel po téměř padesáti letech vlády, 5. října 1523, ve Štětíně, odkud v posledních letech vládl svému vévodství. Pohřben byl 11. října v kostele sv. Oty.
Po jeho smrti převzali moc v Pomořansku jeho synové Jiří I. a Barnim IX. Zbožný, kteří se starali o další rozvoj Pomořanského vévodství.

### Manželství a potomstvo

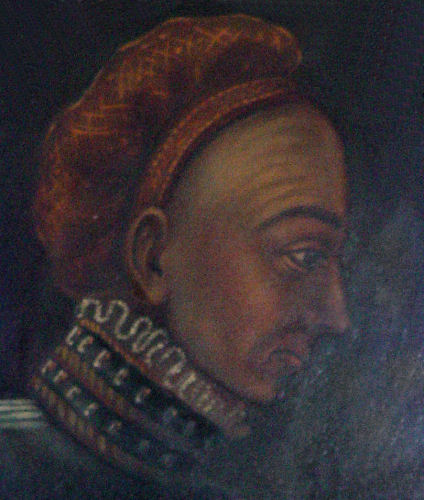
Bohuslav X.

Bohuslav X. byl dvakrát ženatý. Jeho první manželkou byla Markéta Braniborská, dcera kurfiřta Fridricha II. Železného a Kateřiny Saské, se kterou neměl žádné potomky. Jejich vztah nebyl dobrý a patrně v téže době udržoval vztah s neznámou konkubínou, se kterými měl několik nemanželských dětí, z toho jeden nebo dva synové.
- Kryštof (* před rokem 1488 – po roce 1521) – kanovník kamieńský, arciděkan z Dymina a Trzebusic,
- Jáchym ? (* před rokem 1488 – po roce 1549) – probošt v Kolobřehu

Druhou manželkou pomořanského vévody byla Anna Jagellonská, dcera polského krále Kazimíra IV. Jagellonského a Alžběty Rakouské. Z jeho vztahu s Annou, on měl osm dětí:
- Anna Pomořanská (* na přelomu let 1491/1492, zemřela 25. dubna 1550) – manželka Jiřího I. Břežského, vévody lehnického, vévodkyně břežská a lubinská,
- Jiří I. Pomořanský (* 11. dubna 1493, zemřel na přelomu 9. a 10. května 1531) – vévoda pomořanský, štětínský a velhošťský,
- Kazimír (* 28. dubna 1494, zemřel 29. října 1518),
- Alžběta (* začátkem roku 1499, zemřela před 27. květnem 1518),
- Barnim (* 12. dubna 1500, zemřel před 2. prosincem 1501),
- Žofie Pomořanská (* na začátku roku 1501, zemřela 13. května 1568) – manželka Bedřicha I. Oldenburského, krále Dánska a Norska,
- Barnim IX. Zbožný (Starý) (* 2. prosince 1501, zemřel 2. listopadu 1573) – vévoda pomořanský, štětínský a velhošťský,
- Ota IV. (* nejdříve v druhé polovině roku 1502, nejpozději před 12. srpnem 1503, zemřel před rokem 1518).

### Studie
- Białecki T. (red.), Encyklopedia Szczecina, T. II, Szczecin 2000, ISBN 83-7241-089-5.
- Czacharowski A., Dzieje pogranicza Pomorza Zachodniego z Polską w XIII-XVIII wieku, [w:] Ślaski K. (red.), Pomorze Zachodnie – Nasza ziemia ojczysta, Poznań 1960.
- Dopierała B., Polskie losy Pomorza Zachodniego, Poznań 1970.
- Dziurla H., Sztuka Szczecina, [w:] Labuda G. (red.), Dzieje Szczecina, T. II: Wiek X-1805, Warszawa – Poznań 1985, ISBN 83-01-04344-X.
- KazimierzK. Kozłowski KazimierzK., JerzyJ. Podralski JerzyJ., Gryfici. Książęta Pomorza Zachodniego, Szczecin: Krajowa Agencja Wydawnicza, 1985, ISBN 83-03-00530-8, OCLC 189424372. Brak numerów stron w książce
- EdwardE. Rymar EdwardE., Rodowód książąt pomorskich, Szczecin: Książnica Pomorska im. Stanisława Staszica, 2005, ISBN 83-87879-50-9, OCLC 69296056. Brak numerów stron w książce
- Szczaniecki M., Ramy terytorialne rozwoju historycznego Pomorza Zachodniego, [w:] Ślaski K. (red.), Pomorze Zachodnie – Nasza ziemia ojczysta, Poznań 1960.
- Szymański J.W., Książęcy ród Gryfitów, Goleniów – Kielce 2006, ISBN 83-7273-224-8.
- Thiede F., Chronik der Stadt Stettin, Stettin 1849.
- Wachowiak B., Szczecin w okresie przewagi państwa feudalnego 1478-1713, [w:] Labuda G. (red.), Dzieje Szczecina, T. II: Wiek X-1805, Warszawa – Poznań 1985, ISBN 83-01-04344-X.
- Wehrmann M., Geschichte von Pommern, Band 1-2, Auflage, Verlag Friedrich Andreas Perthes, Gotha 1919 (Nachdruck, Augsburg 1992, ISBN 3-89350-112-6).

- KitscherK. J. KitscherK., Tragicocomedia de iherosolomitana (pre)fectione illustrissimi principi..., Open Library, OL: 11758099W [datum přístupu 2012-03-03]  (łac.). Brak numerów stron w książce
- Kuciński I. M., Projektowane pomniki przyrody na terenie Nadleśnictwa Gościno (gmina Rymań) (pol.), [datum přístupu 2012-03-04].
- Machura Z., Bogusław X (pol.), [w:] regiopedia.pl, Encyklopedia Regionów (Pomorskie), [datum přístupu 2012-03-04].
- Machura Z., O księżnych i książętach znanych z historii miasta Słupska (pol.), Słupsk 2008, ISBN 83-89329-44-1, [datum přístupu 2012-03-06].
- Madsen U., Bogislaw X. „Der Große” Herzog von Pommern Regierungszeit 1471 – 1523 (něm.), [datum přístupu 2011-10-15].
- Maziejuk J., Słupski pomnik księcia Bogusława X (pol.), [w:] Regionalny Magazyn Społeczno-Kulturalny „Naji Gòchë”, nr 2-4/2010 (43-45), [datum přístupu 2011-10-15].
- Mechło W., Bogusław i Anna (pol.), [datum přístupu 2012-03-04].
- Ministerstwo Spraw Zagranicznych Rzeczypospolitej Polskiej, Płaskorzeźbione kwatery z ołtarza w Wkryujściu (pol.), [datum přístupu 2012-03-10].
- Pawlak S., Ołtarz Bogusława X już prawie kompletny (pol.), [datum přístupu 2012-03-10].
- Pawlak S., Powrócił ołtarz (pol.), [datum přístupu 2012-03-10].
- PPHiU Meteor Sp. z.o.o., Agroturystyka Książę Bogusław X w Łącku i w Postominie (pol.), [datum přístupu 2012-03-04].
- Rada Osiedla nr 6 w Policach, Nasze osiedle (pol.), [datum přístupu 2012-03-04].
- Rada Rodziny Trzebiatowskich, Rodzina Trzebiatowskich (strona oficjalna) (pol.), [datum přístupu 2011-10-15].
- Urząd Miasta Szczecin, Pomniki i tablice w Szczecinie (pol.), [datum přístupu 2012-03-04].
- Urząd Miejski w Słupsku, Uroczyste odsłonięcie pomnika księcia Bogusława X na dziedzińcu Zamku Książąt Pomorskich (pol.), [datum přístupu 2012-03-04].
- Winiarski M., Legenda Długosza (pol.), [datum přístupu 2012-03-04].
- Zamek Książąt Pomorskich w Szczecinie, Historia zamku (pol.), [datum přístupu 2012-03-05].

- Kuriata Cz., Bogusław X, poemat historyczny (pol.), [datum přístupu 2012-03-04].
- Schmidt R., Bogislaw X. Herzog von Pommern (něm.), [w:] NDB, ADB Deutsche Biographie (něm.), [datum přístupu 2012-03-03].
- Witkiewicz T., Monety pomorskie – pomysł na ciekawą i niepowtarzalną kolekcję (cz. I) (pol.), [datum přístupu 2012-03-10].